# Воскресенский собор (Борисов)
Собо́р Воскресе́ния Христо́ва (Воскресе́нский собо́р) — православный храм в городе Борисове Минской области, кафедральный собор Борисовской епархии Белорусского экзархата Русской православной церкви. Находится в Старо-Борисове на рыночной площади. Собор является памятником ретроспективно-русского стиля, присутствуют признаки стилизации форм московского церковного строительства XVII века.

## История
До постройки современного собора на его месте находилась деревянная Воскресенская церковь, возведённая в 1620—1648 годах и сгоревшая в 1865 или 1867 году.
После этого петербургским архитектором Петром Меркуловым при участии ректора Академии художеств в Петербурге Леонтияя Бенуа был разработан проект нового храма — собора в честь Воскресения Христова из красного кирпича. Данный проект был утверждён по личному ходатайству епископа Минского и Бобруйского Александра (Добрынина).
5 сентября 1871 года на торговой площади, на месте прежнего Спасо-Преображенского храма, в присутствии именитых лиц произошла закладка собора. Освящение нового собора состоялось 20 октября 1874 года, его осуществил преосвященный Александр. По данным 1901 года, в приходе насчитывалось из горожан 2954 мужчины и 2966 женщин и жители 9 окрестных деревень. Собор, закрытый в 1937 году, возобновил свою деятельность во время войны. В 1945 году был передан верующим.

## Архитектура
Девятикупольный трёхапсидный храм, имеющий кубоподобный, квадратный в плане центральный объём, является крестовым в плане. Его размеры следующие: длина составляет 27 метров, ширина — 23 метра, а высота — 12 метров. Четырёхскатная крыша, завершающая двухъярусный центральный объём, имеет в центре цилиндрический световой барабан и луковичную главу, а по углам возведены цилиндрические барабаны с маковками. Такие же главы присутствуют над апсидой и боковыми пристройками. Среди декоративных элементов богато украшенного фасада — кокошники, наличники (как арочных оконных, так и дверных проёмов) с полукруглыми и трёхугольными фронтонами, профилированные карнизы, угловые рустованные пилястры, филёнки, контрастируя с красным кирпичным фоном. Для подчёркивания главного арочного входа использован большой портал, выглядящий как профилированная арка на 4 бочкоподобных столбах.
Внутреннее пространство, освещаемое двумя рядами оконных проёмов, разделено четырьмя мощными столбами на 3 нефа, перекрытых крестовыми сводами. Те же четыре столба при помощи парусов поддерживают световой барабан со сферическим куполом, находящийся над средокрестием. Стены раскрепованы при помощи профилей и лопаток. В конхе апсиды находится фресковое изображение Бога Саваофа, на крестовых сводах на подпружных арках — орнаментальная раскраска. Над входом в церковь находятся хоры, открытые арочным проёмом. На хоры ведёт лестница из тамбура. Главный престол во имя Воскресения Христова размещён в апсиде, по левую сторону от него находится престол в честь святого князя Владимира, по правую же — престол в честь святого князя Александра Невского. Все три иконостаса сделаны из дуба и являются неокрашенными. Главный является четырёхъярусным с 24 образами, иконостасы из обоих приделов — одноярусные с 10 образами каждый. Их украшают позолоченные колонны, резьба, рамы и карнизы.
Позже, в 1907 году, на одной оси с храмом была возведена звонница, созданная из кирпича в стиле самого храма по проекту архитектора В. И. Струева. Звонница, представляющая собой башнеподобное шатровое строение, является трёхъярусной — восьмерик на двух четвериках — и завершается маковкой. Первый же ярус занимают ворота. В числе прочих звонница свидетельствует о хорошем знании Струевым народного зодчества и декоративно-прикладного искусства Белоруссии.

## Комментарии
1. ↑  Иногда в качестве даты приводится 1913 год. См.: Гісторыя беларускага мастацтва / Рэдкал.: С. В. Марцэлеў (гал. рэд.) і інш.; Рэд. тома Л. М. Дробаў, П. А. Карнач. — Минск: Навука і тэхніка, 1989. — Т. 3: Канец XVIII — пач. XX ст.. — С. 285. — 448 с. — ISBN 5-343-00319-2.